# Toulitka

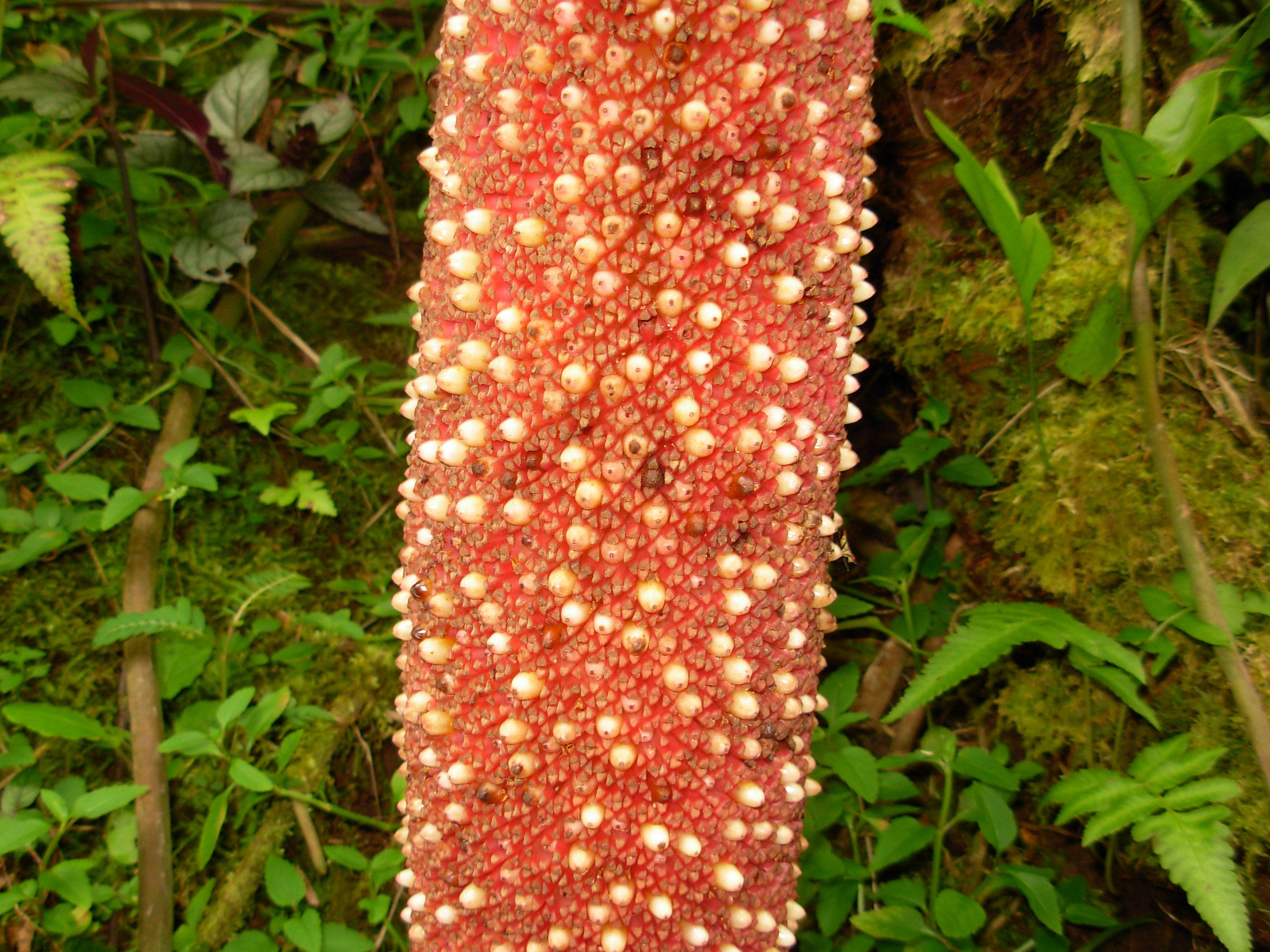
Palice s části opylených květů (Anthurium cupulispathum)

Toulitka (Anthurium) je rod rostlin pocházejících z vlhkých tropických lesů ve vyšších nadmořských výškách Střední a Jižní Ameriky. Toulitky mají své drobné květy rozprostřené v palicovitém květenství s nápadným, vytrvalým listenem (toulcem). Rod je tvořen asi 825 druhy a je největší z celé čeledi árónovitých. Pro vzhled i trvanlivost květenství i listenů jsou některé druhy, i přes poměrnou náročnost, pěstované téměř po celé zeměkouli.

## Popis
Vytrvalé byliny rostoucí jako pozemní nebo epifytické na stromech, jsou též nacházeny i ve skalních puklinách nebo rostou jako liány. Mnohé epifytní druhy mají dvojí kořeny, jedny slouží pouze k upevnění a druhé k jímání živin a vlhkosti z okolí a rostou i směrem vzhůru; nejsou však v žádném případě parazitické. U některých druhů vyrůstají řapíkaté listy z krátkého kmínku, u jiných v trsech přímo z kořenů. Čepele listů bývají tuhé a variabilního tvaru, jsou vejčité, eliptické či kopinaté a na bázi tupé, srdčité či dělené do několika rozličně tvarovaných laloků. Žilnatina listů bývá obvykle zpeřená, někdy i mřížkovitá, u některých jsou žilky na líci výrazně bíle zbarvené a listy jsou tak velmi zdobné.
Na vrcholu obvykle dlouhé stopky roste palice, přisedlá nebo se stonkem, válcovitá, kuželovitá, kyjovitá, kulovitá nebo též hranatá, krátká i 1 m dlouhá. Pod ní se nachází toulec různého tvaru, od lineárního přes kopinatý, eliptický či vejčitý až po srdčitý neb okrouhlý, který může být situován vodorovně až svisle a bývá zkroucený, číškovitý či plochý. Barvu mívá bílou, smetanovou, růžovou, lososovou, světle nebo tmavě červenou, hnědou, zelenou nebo též bývá vícebarevný.
Oboupohlavné květy jsou na palici agregovány do husté spirály a bývají u jednotlivých druhů různé ve velikosti i tvaru. Mají čtyři okvětní plátky ve dvou kruzích a obsahují čtyři tyčinky se zploštěnými nitkami a s vejčitými prašníky pukající podélnými otvory a dále dvoupouzdrý, podlouhlý semeník se štěrbinovitou nebo štětičkovitou bliznou. Květy rozkvétající postupně od spodu k vrcholu jsou protogynické, produkují nektar a jsou opylovány hmyzem, hlavně včelami, brouky, mouchami i mravenci.

## Rozmnožování
V přírodě se toulitky šíří hlavně semeny, která roznášejí ptáci konzumující plody. Jsou to bobule začínající dozrávat v postupně se prodlužujícím plodenství nejdříve po šesti měsících po opylení. Jsou bílé, zelené, červené i namodralé, podlouhlé nebo vejčité a obsahují dvě až čtyři zploštělá, hladká semena s lepkavým přívěskem, kterým se snadno přichycující k peří ptáků. Oplodí bobule je středně tenké, sladký mezokarp je průsvitný. Semena po zaschnutí ztrácejí klíčivost.
Rostliny vyrostlé ze semen však většinou nezdědí užitné vlastnosti, které měla jejich vyšlechtěná mateční rostlina a proto se v zahradnické praxi toto množení již málo používá. Pro jejich přenos na další generaci je nutno použít vegetativní rozmnožování. Tradiční metodou se to děje u některých druhů rozdělováním trsů a u jiných oddělováním postranních odnoží, takto se však získá jen omezený počet nových jedinců. Ve speciálních provozech se proto používá moderní způsob množení, tzv. mikropropagace rostlin, kdy za použití rostlinných buněk vzniká z mateřské rostliny velký počet identických potomků.

## Význam
Některé druhy toulitek jsou přes určitou náročnost při pěstování ceněny jako pokojové rostliny, které svým neobvyklým květenstvím v kombinaci s pestře zbarveným toulcem navozují téměř exotické prostředí. Pro svůj plnohodnotný růst potřebuji hlavně stálou teplotu okolo 20 až 25 °C, zvýšenou vzdušnou vlhkost, dostatek rozptýleného světla a pravidelnou péči v podobě udržování mírně vlhkého substrátu a doplňování spotřebovaných živin. Při zajištění vhodných podmínek mohou kvést po celý rok, některé druhy se prezentují i dekorativními listy. Také se ke slavnostním příležitostem často kupují u odborníků vypěstované řezané květy, které vydrží dlouho čerstvé.

## Nejznámější druhy
Z více než 800 známých druhů se pro floristické potřeby pěstuje jen několik málo druhů. Patří mezi ně hlavně:
- toulitka Andréova (Anthurium andraeanum) Linden ex André
- toulitka Scherzerova (Anthurium scherzerianum) Schott
- Anthurium clarinervium Matuda
- Anthurium concolor K. Krause
- Anthurium crystallinum Linden ex André
- Anthurium forgetii N. E. Br.
- Anthurium hookeri Kunth
- Anthurium magnificum Linden
- Anthurium peltigerum Sodiro
- Anthurium regale Linden
- Anthurium scandens (Aublet) Engler
- Anthurium warocqueanum T. Moore

Rostliny prodávané zákazníkům již nejsou čisté přírodní druhy, ale jsou to kříženci nebo po desetiletí šlechtěné kultivary, které se od původních odlišují velikosti a barvou listů, toulců nebo květů a také trvanlivostí a odolností proti chorobám a nepřízni klimatu.

## Galerie

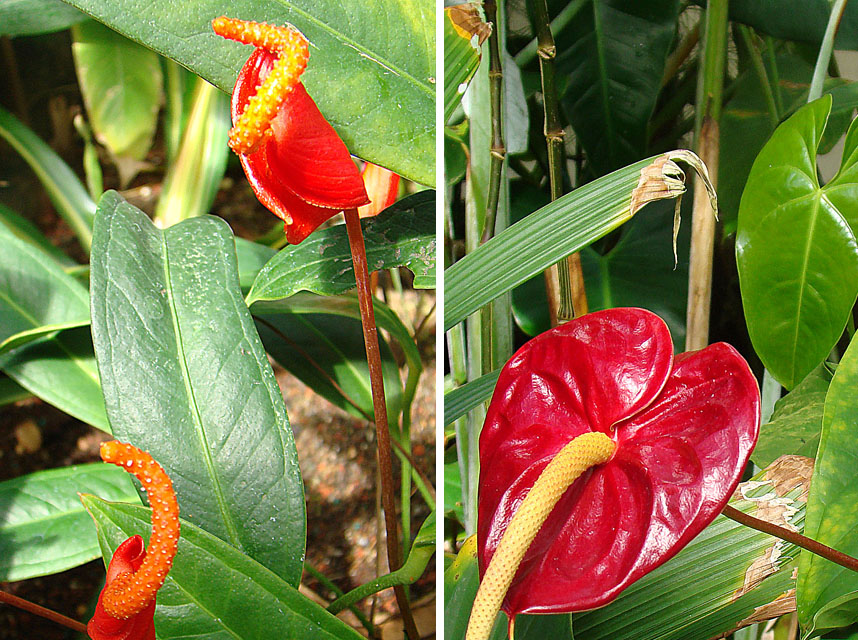
Toulitka Scherzerova
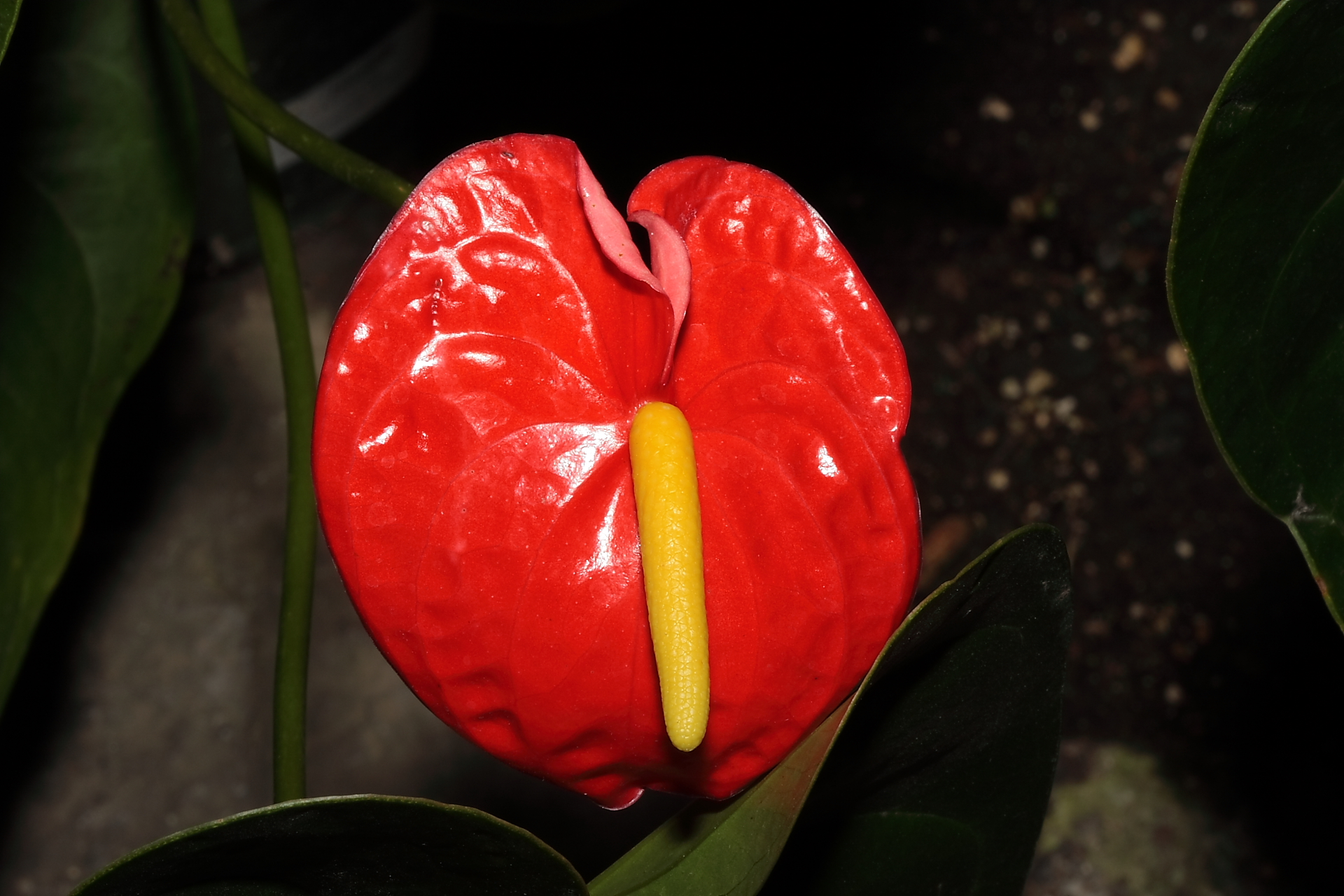
Toulitka Andréova
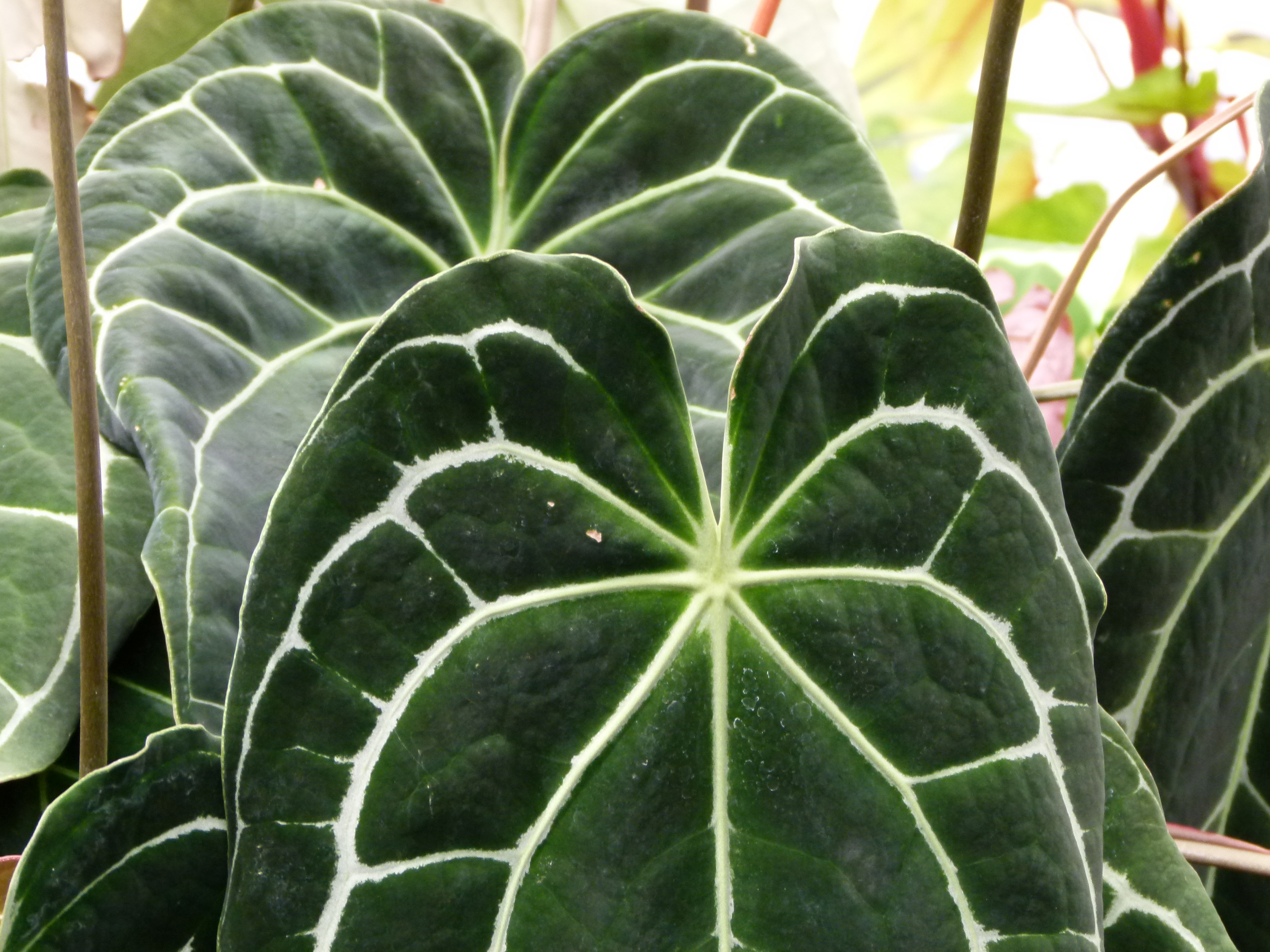
Anthurium crystallinum
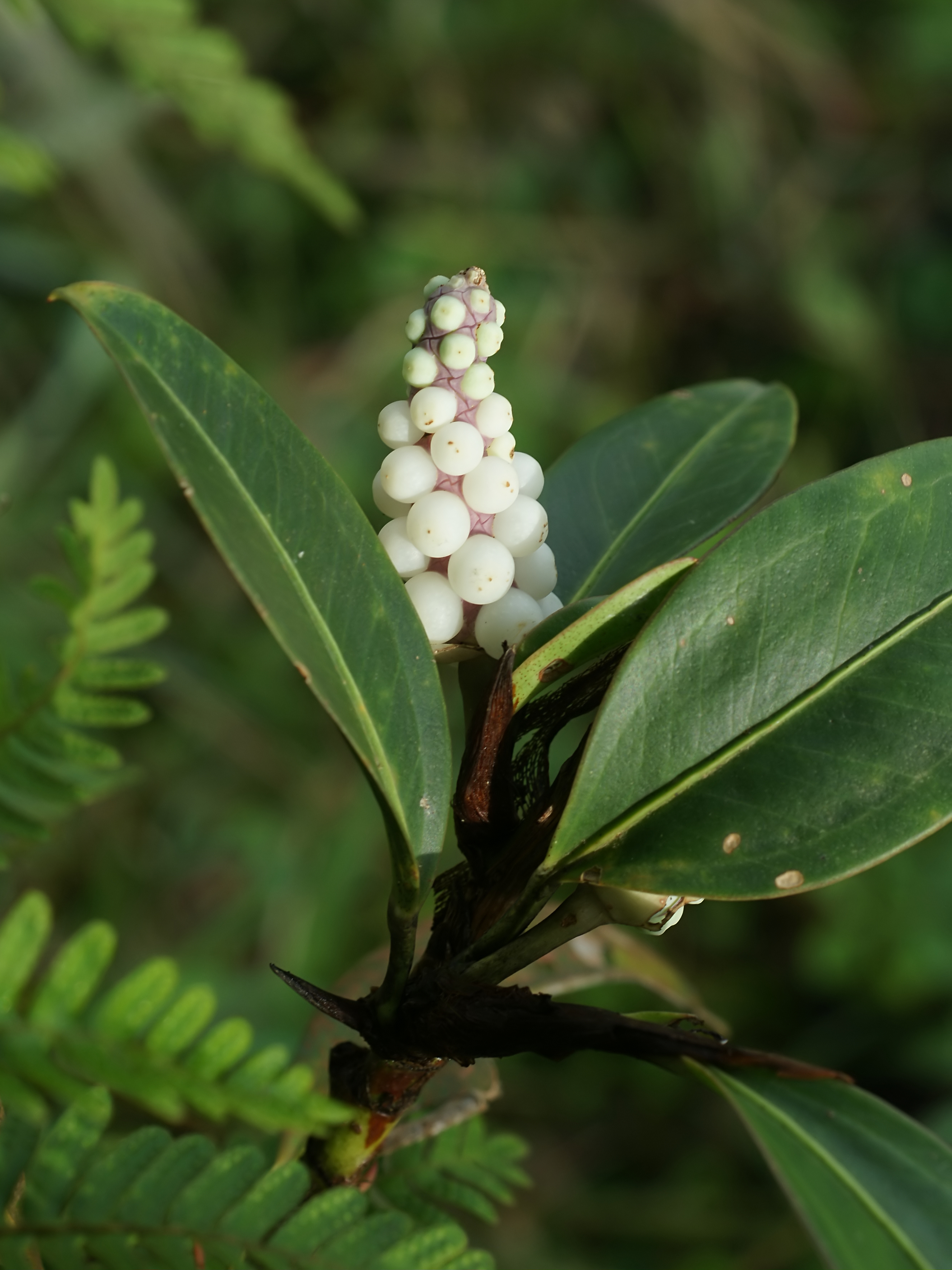
Plodenství Anthurium scandens